# هورنی پولیتسه
هورنی پولیتسه (به چکی: Horní Police) یک منطقهٔ مسکونی در جمهوری چک است که در ناحیه تشسکا لیپا واقع شده‌است. هورنی پولیتسه ۶٫۰۳ کیلومتر مربع مساحت و ۶۹۰ نفر جمعیت دارد.